# الحقوق السياسية للمرأة في مصر
الحقوق السياسية للمرأة في مصر شاركت المرأة المصرية في الحياة السياسية في مصر على مر تاريخها القديم والحديث؛ حيث تقلّدت المرأة المناصب السياسية ومارست شؤون الحكم بدرجاتٍ اختلفت وفق ظروف كل مرحلة تاريخية.

## تاريخها

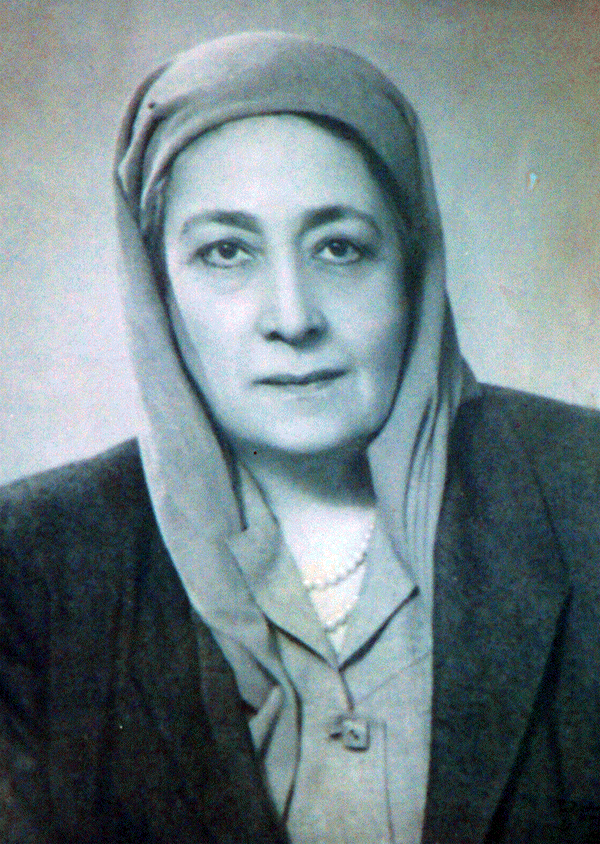
هدى شعراوي

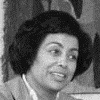
حكمت أبو زيد

في مصر القديمة، شاركت المرأة في حكم مصر ووصلت لأعلى منصب في الدولة، ووُضِعَت قوانين مصرية تنظم دور المرأة في الحياة العامة.
وخلال ثورة 1919، بدأت مشاركة المرأة المصرية في العمل السياسي؛ حيث خرجت أول مظاهرة نسائية ضد الاحتلال البريطاني في 16 مارس 1919، قُتِلَ خلالها بعضهن. وفي 1920، تألّفت لجنة الوفد المركزية للسيدات. وفي عام 1923، أنشأت هدى شعراوي الاتحاد النسائي المصري، وصدر قانون الانتخاب في نفس العام، لكنه حرم المرأة من حقّي التصويت والانتخاب؛ بحجة أن انخراط المرأة في العمل السياسي يتعارض مع طبيعتها. وفي يوم افتتاح البرلمان، خرجت مظاهرة نسائية للاحتجاج على حرمان المرأة من حقوقها السياسية. وفي الأربعينيات، تأسس أول حزب نسائي عام 1942، كما تأسس الاتحاد النسائي العربي في القاهرة عام 1944، وتأسس اتحاد بنت النيل عام 1949.
وبعد ثورة 23 يوليو 1952، صدر دستور 1956، كأول دستور مصري ينصّ على المساواة بين الرجل والمرأة في الحقوق والواجبات، بما فيها الحقوق السياسية، كما نصّ على حق المرأة في التصويت والترشح في الانتخابات. وقد دخلت المرأة المصرية البرلمان لأول مرة في 1957، وتم تعيين حكمت أبو زيد كأول وزيرة في الحكومة المصرية في 1962، ودخلت المرأة الاتحاد العربي الاشتراكي في 1964. وفي عام 1971، تم إصدار دستور جديد نصّ في مادته الثامنة على مبدأ تكافؤ الفرص لجميع المواطنين دون تفرقة بحسب الجنس، كما نصّت المادة 40 منه على أن المواطنين لدى القانون سواء وهم متساوون في الحقوق والواجبات لا تفرقة بينهم في ذلك لأي سبب، كذلك نصّت المادة 62 منه على أن لجميع المواطنين في الدولة حق الانتخاب والترشح وإبداء الرأي في الاستفتاء وفقاً لأحكام القانون.